# دانشگاه تگزاس تک
دانشگاه تگزاس تِک (به انگلیسی: Texas Tech University) یک دانشگاه تحقیقاتی دولتی در لابک واقع در ایالت تگزاس آمریکا است که در سال ۱۹۲۳ میلادی تأسیس شده‌است. این دانشگاه یکی از مؤسسات سامانه دانشگاهی تگزاس تک است.

## یادداشتها
1. 1 2 3  Enrollment figures are from the Fall 2016 semester.[۳]